# Regierung Menzies VIII
Die Regierung Menzies VIII regierte Australien vom 18. Dezember 1963 bis zum 26. Januar 1966. Es handelte sich um eine Koalitionsregierung der Liberal Party (LP) und der Country Party (CP).
Bei der vorgezogenen Wahl zum Repräsentantenhaus am 30. November 1963 konnte die Koalition von Liberal Party und Country Party ihre Mehrheit zurückgewinnen und errang 72 der 124 Sitze. Menzies, der bereits seit 1949 Premierminister war, führte auch weiterhin eine Koalitionsregierung von Liberal und Country Party. Als Menzies am 26. Januar 1966 zurücktrat, wurde der bisherige Schatzminister Harold Holt sein Nachfolger.

## Ministerliste
| Kabinett                                                         | Kabinett         | Kabinett | Kabinett                              | Kabinett |
| Amt                                                              | Minister         | Partei   | Amtszeit                              | Bild     |
| ---------------------------------------------------------------- | ---------------- | -------- | ------------------------------------- | -------- |
| Premierminister                                                  | Robert Menzies   | LP       | 18. Dezember 1963 – 26. Januar 1966   |          |
| Minister für Handel und Industrie                                | John McEwen      | CP       | 18. Dezember 1963 – 26. Januar 1966   |          |
| Schatzminister                                                   | Harold Holt      | LP       | 18. Dezember 1963 – 26. Januar 1966   |          |
| Vizepräsident des Executive Council                              | Bill Spooner     | LP       | 18. Dezember 1963 – 10. Juni 1964     |          |
| Vizepräsident des Executive Council                              | William McMahon  | LP       | 10. Juni 1964 – 26. Januar 1966       |          |
| Minister für nationale Entwicklung                               | Bill Spooner     | LP       | 18. Dezember 1963 – 10. Juni 1964     |          |
| Minister für nationale Entwicklung                               | David Fairbairn  | LP       | 10. Juni 1964 – 26. Januar 1966       |          |
| Verteidigungsminister                                            | Paul Hasluck     | LP       | 18. Dezember 1963 – 24. April 1964    |          |
| Verteidigungsminister                                            | Shane Paltridge  | LP       | 24. April 1964 – 26. Januar 1966      |          |
| Minister für Arbeit und Wehrpflicht                              | William McMahon  | LP       | 18. Dezember 1963 – 26. Januar 1966   |          |
| Außenminister                                                    | Garfield Barwick | LP       | 18. Dezember 1963 – 24. April 1964    |          |
| Außenminister                                                    | Paul Hasluck     | LP       | 24. April 1964 – 26. Januar 1966      |          |
| Generalstaatsanwalt                                              | Garfield Barwick | LP       | 18. Dezember 1963 – 4. März 1964      |          |
| Minister für die Grundstoffindustrie                             | Charles Adermann | CP       | 18. Dezember 1963 – 26. Januar 1966   |          |
| Minister für die Luftfahrt                                       | Shane Paltridge  | LP       | 18. Dezember 1963 – 10. Juni 1964     |          |
| Minister für die Luftfahrt                                       | Denham Henty     | LP       | 10. Juni 1964 – 26. Januar 1966       |          |
| Gesundheitsminister                                              | Harrie Wade      | CP       | 18. Dezember 1963 – 18. November 1964 |          |
| Minister für Versorgung                                          | Allen Fairhall   | LP       | 18. Dezember 1963 – 26. Januar 1966   |          |
| Minister für Zölle und Verbrauchssteuern                         | Denham Henty     | LP       | 18. Dezember 1963 – 10. Juni 1964     |          |
| Generalpostmeister                                               | Alan Hulme       | LP       | 18. Dezember 1963 – 10. Juni 1964     |          |
| Minister für die Luftwaffe                                       | David Fairbairn  | LP       | 18. Dezember 1963 – 10. Juni 1964     |          |
| Minister für Territorien                                         | Charles Barnes   | CP       | 18. Dezember 1963 – 26. Januar 1966   |          |
|                                                                  |                  |          |                                       |          |
| Juniorminister                                                   |                  |          |                                       |          |
| Generalstaatsanwalt                                              | Billy Snedden    | LP       | 4. März 1964 – 26. Januar 1966        |          |
| Gesundheitsminister                                              | Reginald Swartz  | LP       | 21. November 1964 – 26. Januar 1966   |          |
| Minister für Zölle und Verbrauchssteuern                         | Ken Anderson     | LP       | 10. Juni 1964 – 26. Januar 1966       |          |
| Bauminister                                                      | John Gorton      | LP       | 18. Dezember 1963 – 26. Januar 1966   |          |
| Innenminister                                                    | John Gorton      | LP       | 18. Dezember 1963 – 4. März 1964      |          |
| Innenminister                                                    | Ken Anderson     | LP       | 4. März 1964 – 26. Januar 1966        |          |
| Minister für Schifffahrt und Verkehr                             | Gordon Freeth    | LP       | 18. Dezember 1963 – 26. Januar 1966   |          |
| Minister für Einwanderung                                        | Hubert Opperman  | LP       | 18. Dezember 1963 – 26. Januar 1966   |          |
| Sozialminister                                                   | Hugh Roberton    | CP       | 18. Dezember 1963 – 21. Januar 1965   |          |
| Sozialminister                                                   | Reginald Swartz  | LP       | 21. Januar 1965 – 22. Februar 1965    |          |
| Sozialminister                                                   | Ian Sinclair     | CP       | 22. Februar 1966 – 26. Januar 1965    |          |
| Minister für Repatriierung                                       | Reginald Swartz  | LP       | 18. Dezember 1963 – 22. Dezember 1964 |          |
| Minister für Repatriierung                                       | Colin McKellar   | CP       | 22. Dezember 1964 – 26. Januar 1966   |          |
| Minister für die Luftwaffe                                       | Peter Howson     | LP       | 10. Juni 1964 – 26. Januar 1966       |          |
| Minister für Wohnraum                                            | Les Bury         | LP       | 18. Dezember 1963 – 26. Januar 1966   |          |
| Armeeminister                                                    | Jim Forbes       | LP       | 18. Dezember 1963 – 26. Januar 1966   |          |
| Marineminister                                                   | Jim Forbes       | LP       | 18. Dezember 1963 – 4. März 1964      |          |
| Marineminister                                                   | Fred Chaney      | LP       | 4. März 1964 – 26. Januar 1966        |          |
| Assistant Minister für Forschung, zugeordnet dem Premierminister | John Gorton      | LP       | 18. Dezember 1963 – 26. Januar 1966   |          |
| Assistant Minister im Schatzministerium                          | Jim Forbes       | LP       | 18. Dezember 1963 – 26. Januar 1966   |          |